# Saratok
Huyện Saratok là một huyện thuộc bang Sarawak của Malaysia. Huyện Saratok có dân số thời điểm năm 2010 ước tính khoảng 45337 người.